# Décès en 1224
Décès
- 1220
- 1221
- 1222
- 1223
- 1224
- 1225
- 1226
- 1227
- 1228

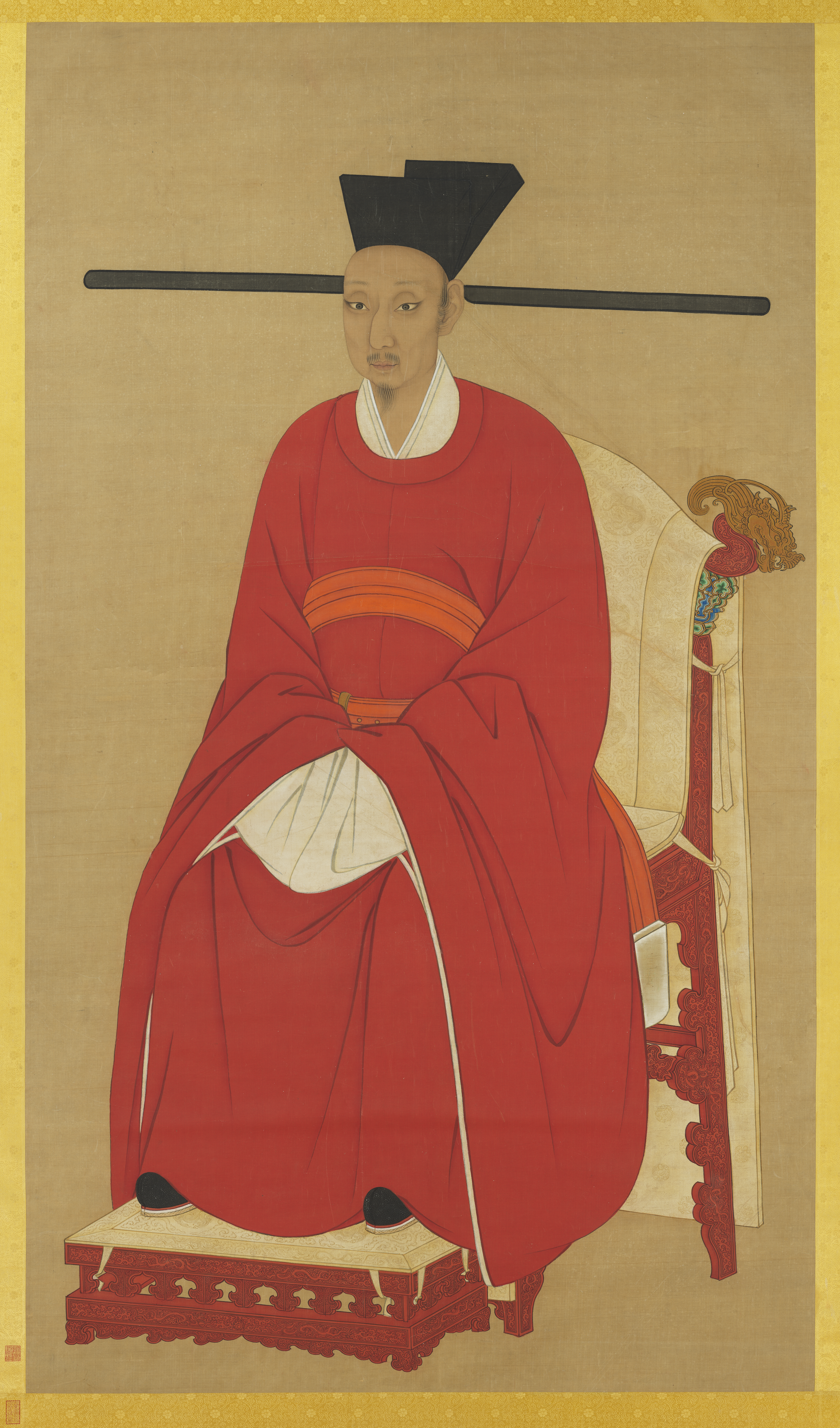
Song Ningzong, mort en 1224.

Cette page dresse une liste de personnalités mortes au cours de l'année 1224 :
- 6 janvier : Yusuf al-Mustansir, calife almohade.
- 14 janvier : Jin Xuanzong, empereur de la dynastie Jin.
- 30 juin: Adolphe d'Osnabrück, ou Adolphe de Tecklenburg, évêque de Osnabrück.
- 1er juillet : Hōjō Yoshitoki, deuxième shikken (régent) du shogunat de Kamakura et chef (Tokusō) du clan Hōjō.
- 18 août : Marie de France, fille du roi de France, puis comtesse de Namur et duchesse de Brabant.

- Abd al-Wahid al-Makhlu, ou abū muḥammad al-muḫlū` `abd al-wāḥid ben yūsuf, calife almohade.
- Guillaume Ier de Béarn, seigneur de Moncade en Catalogne, vicomte de Béarn, de Gabardan et de Brulhois.
- Conrad de Scharfenberg, évêque de Spire et évêque de Metz.
- Durand de Huesca, théologien orthodoxe.
- Geoffroy de Lusignan, comte de Jaffa et d'Ascalon, seigneur de Vouvant et Mervent, de Moncontour et de Soubise.
- Guillaume de Sainte-Mère-Église, évêque de Londres.
- Song Ningzong, ou Zhao Kuo, treizième empereur de la dynastie Song, et le quatrième des Song du Sud.
- Xia Gui, ou Hia Kouel, ou Hsia Kuel, peintre chinois.

date incertaine (vers 1224)
- Gilles de Corbeil, ou Pierre-Gilles de Corbeil,  Egidius de Corbolio ou Egidius Corboliensis ou encore Ægidius Corboliensis, médecin, anatomiste, urologue, pédagogue et poète français.

## Crédit d'auteurs
- Cet article est partiellement ou en totalité issu de l'article intitulé « 1224 » (voir la liste des auteurs).